# Шатилівська вулиця
Шатилівська вулиця — вулиця в Харкові, у Шевченківському районі. Йде від вулиці Культури до Європейської вулиці. Назва вулиці походить від історичної місцевості Шатилівка, в якій вулиця розташована. Вулиця існує з кінця XIX століття, і раніше мала назви Досекінська (на честь землевласника, засновника Шатилівки) і Леніна (аналогічно сусідньому проспекту Леніна, тепер проспекту Науки).

## Розташування
Шатилівська вулиця йде паралельно проспекту Науки, перетинаючи Шатилівку з півдня на північ. Вона починається від перехрестя з вулицею Культури й Літературною вулицею біля будинку «Слово» і ліцею № 116. У неї впирається Кримська вулиця, потім її перетинають вулиці Євгенія Єніна і Ляпунова. Закінчується на перетині з Європейською вулицею. На вулиці є як одноповерхова, так і багатоповерхова забудова.

## Історія
Вулиця виникла наприкінці ХІХ століття і спочатку мала назву Досекінська вулиця, яка походить від прізвища Василя Сергійовича Досекіна (1829—1900), який вважається першим харківським фотографом. На цій вулиці був розташований цегельний завод, що належав Досекіну. По смерті Досекіна земельна ділянка із заводом відійшла до його доньки — Марії Василівни — та її чоловіка, відомого лікаря Петра Івановича Шатилова. На початку ХХ століття навкруги цегельного заводу виникло приміське дачне селище — Шатилівка.
20 вересня 1936 року радянська влада перейменувала вулицю на вулицю Леніна на честь Володимира Ілліча Леніна. В ті часи паралельний до вулиці проспект Науки також мав назву проспект Леніна. На час німецької окупації Харкова (1942—1943) Досекінській вулиці тимчасово повернули її історичну назву (рішення міськуправи від 7 вересня 1942).
Згідно з рішенням Харківської міської ради № 12/15 від 20.11.2015 року «Про впорядкування найменувань об'єктів топоніміки» вулицю Леніна було перейменовано на Шатилівську вулицю.